# Oliver Bendixen
Oliver Bendixen (* 1951 in Berlin) ist ein deutscher Journalist, der sich schwerpunktmäßig mit innerer Sicherheit beschäftigt.

## Leben
Bendixen studierte Politikwissenschaften an der Hochschule für Politik München. Als Journalist begann er seine Laufbahn 1973 beim Münchner Merkur. 1984 bis 2016 arbeitet er dann als Polizeireporter für den Bayerischen Rundfunk (BR). Dies umfasste die Berichterstattung über aktuelle Ereignisse, Gerichtsprozesse und die politische Diskussion zu den Themen Polizei, Feuerwehr, Rettungsdienst und Katastrophenschutz. Spektakuläre Fälle waren die Morde an Walter Sedlmayr und Rudolph Moshammer.
Er war Mitglied des Redaktionsteams von Report München (ARD) und der „ARD-Taskforce Extremismus und Terrorismus“ und begleitete u. a. den NSU-Prozess vor dem Münchner Oberlandesgericht. Zuvor hatte er für den BR im April 2010 ein Radio-Feature unter dem Titel Auf der Suche nach dem „Dönerkiller“ (zusammen mit Matthias Fink) verantwortet, in dem wie in weiten Teilen der deutschen Medienlandschaft das falsche Narrativ von organisierter türkischer Kriminalität als vermeintliche Erklärung der sogenannten „Dönermorde“ transportiert wurde. In der fünfteiligen Fernsehserie „Verbrechen auf der Spur“ stellte Bendixen 2018 aktuelle Methoden und Verfahren der Verbrechensaufklärung aus verschiedenen Bereichen vor.

## Ehrungen
- Bayerische Staatsmedaille Innere Sicherheit 2016[4]
- Ehrenkriminalmarke des Bund Deutscher Kriminalbeamter
- Ehrenkommissar der Bayerischen Polizei